# Eleftheria Chatzinikou
Eleftheria Chatzinikou (griechisch Ελευθερία Χατζηνίκου, * 20. April 1978 in Griechenland) ist eine griechische Volleyballspielerin.
Eleftheria Chatzinikou, die bei einer Körpergröße von 1,81 m auf der Position der Zuspielerin spielt, begann ihre Karriere 1990 beim griechischen Verein AE Larisa, wo sie bis 2003 unter Vertrag stand. Nach einer Station bei Markopoulo wechselte sie im Sommer 2007 zum Traditionsverein Panathinaikos Athen, wo sie bereits in ihrer ersten Saison das Double gewinnen konnte. 2009 stand sie mit Athen im Endspiel um den Challenge Cup, unterlag dort aber den Italienerinnen von Vini Monteschiavo Jesi und belegte den zweiten Platz.
Mit der griechischen Nationalmannschaft nahm Chatzinikou an den Olympischen Spielen 2004 in Athen teil und erreichte unter anderem bei der Weltmeisterschaft in Deutschland den zehnten Platz.

## Titel
- Griechischer Meister: 2008, 2009, 2010, 2011
- Griechischer Pokal: 2008, 2009, 2010

| Personendaten    | Personendaten                                               |
| ---------------- | ----------------------------------------------------------- |
| NAME             | Chatzinikou, Eleftheria                                     |
| ALTERNATIVNAMEN  | Χατζηνίκου, Ελευθερία (griechisch)                          |
| KURZBESCHREIBUNG | griechische Volleyball-Nationalspielerin (Außenangreiferin) |
| GEBURTSDATUM     | 20. April 1978                                              |
| GEBURTSORT       | Griechenland                                                |